# Альба (Минская область)
Альба (бел. Альба) — посёлок в Несвижском районе Минской области. Входит в состав Несвижского сельсовета. Население 329 человек (2009).

## География
Альба находится в 3 км к юго-западу от центра города Несвиж практически примыкая к его юго-западным окраинам. Связана с Несвижем автодорогой. По южной окраине течёт река Уша, в черте бывшего имения Радзивиллов на ней создана система каналов и прудов.

## История
Усадьба Альба являлась загородной резиденцией Радзивиллов с конца XVI века. Её площадь около 400 га. Имение было создано Николаем Христофором Радзивиллом «Сироткой», который после путешествия по Западной Европе решил у себя в Несвиже соорудить нечто похожее на усадьбу европейского феодала. Освоение Альбы как загородной резиденции Радзивиллы начали в конце XVI века, тогда же был заложен обширный парк.
В развитии усадебного комплекса можно выделить четыре этапа: первый связан с первоначальной деятельностью Николаем Христофором Радзивилла, после 1720 года в усадьбе вели работы Михаил Казимир Радзивилл «Рыбонька» и его жена Франциска Урсула. Третий этап, когда Альба достигла пика своего расцвета, связан с именем их сына Кароля Станислава Радзивилла «Пане Коханку». Четвёртый этап, попытки возродить былое величие архитектурного ансамбля, связан с княгиней Марией Доротеей Радзивилл.
Самый старый дворец ансамбля, Эремиторий, был построен Николаем Христофором Радзивиллом и был полностью утрачен к XIX веку. Возводившиеся в последующее время дворцы также были разрушены в ходе многочисленных войн. До нашего времени сохранился лишь парк с системой каналов. Главная аллея парка — самая старая парковая аллея Белоруссии.

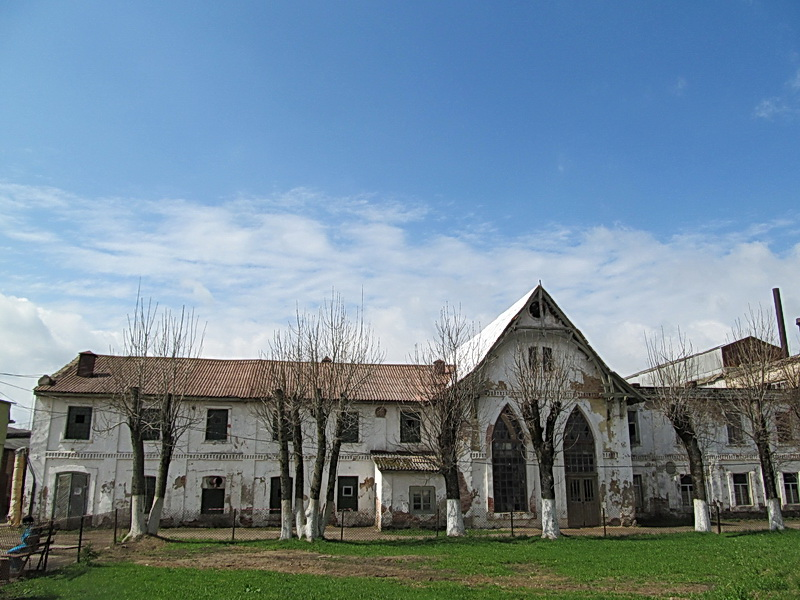
Производственный комплекс спиртозавода

## Достопримечательности
- Парковый ансамбль бывшей усадьбы Радзивиллов
- Спиртозавод (начало XX века). Сохранились производственный корпус, хранилище и хозпостройки.